# Wanda de Fretes
Wanda de Fretes, cuyo nombre verdadero es Elvira Carolina de Fretes (n. 8 de enero de 1946, Ternate), es una popular cantante holandesa de ascendencia hispana nacida en Indonesia. Ella se hizo conocer como cantante en la década de los años 60 y ha tenido también bastante éxito durante las décadas de los años 70, 80, 90 y parte de los 2000s. Ella era hija del guitarrista George de Fretes y de la cantante Joyce Aubrey. Con su madre por una corta temporada, formaron un dúo musical llamado Wanda & Joyce, al lanzarse nuevamente como solista, no solo incursionó en la música pop y rock, también en la música autóctona folclórica de su país. En 1952, sus padres se divorciaron y junto con su madre se trasladaron a los Países Bajos. En 1958, su padre también emigró a los Países Bajos, después de haberse hecho cargo del cuidado y protección de un barco que se creía que era el MS Johan van Oldenbarnevelt. En 1962, Wanda con su madre residían en La Haya. Allí inició su carrera musical como cantante, Wansa y su madre se hicieron muy conocidas en los Países Bajos, cuando ambas como dúo se dieron a conocer con canciones como  "Ajoen", "Patokaan", "Rasa Sajang" y "Koleh". En 1968, empezó a vivir también con su padre y junto con Abraham Bueno de Mesquita, The Shepherds y Johnny Jordaan, ambos iniciaron giras por diferentes ciudades de los Estados Unidos.
En el plano personal, estuvo casada con un músico llamado Don Jerome, que era baterista de una banda musical llamada  Fire Devils, con quien tuvo dos hijas. Actualmente Wanda, reside en Los Ángeles, California, Estados Unidos.

## Discografía

### Singles
- "Let's twist again" / "Shall we twist" - Decca FM 264 431 - (1961)
- "Twist-les" / "Twisties twist" -  JanJé F 106 797 - (1962)
- " De loco-motion" / "Sweety" -  Decca FM 264 475 - (1962)
- "Sukiyaki" (In Yokohama) / "De kelder van Billy" - Decca AT 10 016 - (1963)
- "Wow wow wee" / "'n Witte bloem" -  Decca AT 10 053 - (1964)
- "Locomotion" / "Sweetie" -  Fontana TF 266 475 - (1964)[1]

### Álbumes
- Wanda & Coy Pereira – Krontjong Herinneringen II - Polydor 236 806[2]

### Varios compilaciones
10" LP
- * Tijd Voor Teenagers! - 2 - Philips 600 701 PR (10" LP) - Song: "The Loco-motion"

12" LP
- 5 Seconden van "Woef"! - Decca DU 170 002 - (1964) - Song: "Eight Men" (with The Explosions)
- Pasar Malam - Fontana 626 344 QL - (1967) - Song: "'N Witte Bloem"
- Pasar Malam Parels - Philips 6423 386 - (1980) - Song: "'N Witte Bloem"

Compact disc
- Beatmeisjes - Uitgeverij L.J. Veen CD001 - (2002) - Song: "De Kelder Van Billy"
- Nederlandse Liedjes Door De Jaren Heen - De Jaren '60 - Reader's Digest D 060012 DD - (2006) - Song: "De Loco-motion"
- Indorock - Instrumentals & Rarities Prebeat - Universal 372 021-0 - (2012)- Song: "De Kelder Van Billy"[3]